# Danh sách cầu thủ tham dự Cúp bóng đá Nam Mỹ 1975
Đây là danh sách đội hình các đội tuyển tham dự Cúp bóng đá Nam Mỹ 1975. Vòng Một diễn ra với 3 bảng mỗi bảng 3 đội với việc Uruguay, vào thẳng bán kết.

## Bảng A

### Argentina
Huấn luyện viên:  César Luis Menotti
| Số | Vt | Cầu thủ              | Ngày sinh (tuổi)            | Số trận | Câu lạc bộ          |
| -- | -- | -------------------- | --------------------------- | ------- | ------------------- |
|    | TM | Hugo Gatti           | 19 tháng 8, 1944 (30 tuổi)  |         | Unión               |
|    | HV | Daniel Killer        | 21 tháng 12, 1949 (25 tuổi) |         | Rosario Central     |
|    | HV | Mario Killer         | 15 tháng 8, 1951 (23 tuổi)  |         | Rosario Central     |
|    | HV | José Luis Pavoni     | 23 tháng 5, 1954 (21 tuổi)  |         | Newell's Old Boys   |
|    | HV | Rafael Pavón         | 5 tháng 12, 1951 (23 tuổi)  |         | Belgrano            |
|    | HV | Andrés Rebottaro     | 5 tháng 9, 1952 (22 tuổi)   |         | Newell's Old Boys   |
|    | TV | Osvaldo Ardiles      | 3 tháng 8, 1952 (22 tuổi)   |         | Huracán             |
|    | TV | Julio Asad           | 7 tháng 6, 1953 (22 tuổi)   |         | Vélez Sarsfield     |
|    | TV | Américo Gallego      | 25 tháng 4, 1955 (20 tuổi)  |         | Newell's Old Boys   |
|    | TV | José Daniel Valencia | 3 tháng 10, 1955 (19 tuổi)  |         | Talleres de Córdoba |
|    | TV | Mario Zanabria       | 1 tháng 10, 1948 (26 tuổi)  |         | Newell's Old Boys   |
|    | TĐ | Mario Kempes         | 15 tháng 7, 1954 (21 tuổi)  |         | Rosario Central     |
|    | TĐ | Ramón Bóveda         | 18 tháng 3, 1949 (26 tuổi)  |         | Rosario Central     |
|    | TĐ | Leopoldo Luque       | 3 tháng 5, 1949 (26 tuổi)   |         | Unión               |
|    | TĐ | Jorge Valdano        | 4 tháng 10, 1955 (19 tuổi)  |         | Newell's Old Boys   |

### Brasil
Huấn luyện viên:  Osvaldo Brandão
| Số | Vt | Cầu thủ           | Ngày sinh (tuổi)            | Số trận | Câu lạc bộ       |
| -- | -- | ----------------- | --------------------------- | ------- | ---------------- |
|    | TM | Waldir Peres      | 2 tháng 1, 1951 (24 tuổi)   |         | São Paulo        |
|    | TM | Raul Plassman     | 27 tháng 7, 1944 (30 tuổi)  |         | Cruzeiro         |
|    | TM | Careca            | 26 tháng 9, 1943 (31 tuổi)  |         | Atlético Mineiro |
|    | HV | Getúlio           | 26 tháng 2, 1954 (21 tuổi)  |         | Atlético Mineiro |
|    | HV | Miguel Ferreira   | 20 tháng 9, 1949 (25 tuổi)  |         | Vasco            |
|    | HV | Modesto Malachias | 20 tháng 3, 1950 (25 tuổi)  |         | Atlético Mineiro |
|    | HV | Morais            |                             |         | Cruzeiro         |
|    | HV | Nelinho           | 26 tháng 7, 1950 (24 tuổi)  |         | Cruzeiro         |
|    | HV | Luís Antônio Neto | 3 tháng 11, 1952 (22 tuổi)  |         | Caldense         |
|    | HV | Darci Menezes     |                             |         | Cruzeiro         |
|    | HV | Wilson Piazza     | 25 tháng 2, 1943 (32 tuổi)  |         | Cruzeiro         |
|    | HV | Luís Pereira      | 21 tháng 6, 1949 (26 tuổi)  |         | Palmeiras        |
|    | HV | Vanderlei Lázaro  | 20 tháng 7, 1947 (28 tuổi)  |         | Cruzeiro         |
|    | HV | Vantuir           | 16 tháng 11, 1949 (25 tuổi) |         | Atlético Mineiro |
|    | TV | Amaral dos Santos | 25 tháng 12, 1954 (20 tuổi) |         | Guaraní          |
|    | TV | Ângelo            | 31 tháng 5, 1953 (22 tuổi)  |         | Atlético Mineiro |
|    | TV | Danival           | 5 tháng 11, 1952 (22 tuổi)  |         | Atlético Mineiro |
|    | TV | Vanderlei Paiva   | 3 tháng 4, 1946 (29 tuổi)   |         | Atlético Mineiro |
|    | TV | Zé Carlos         | 28 tháng 4, 1945 (30 tuổi)  |         | Cruzeiro         |
|    | TV | Dirceu Lopes      | 3 tháng 9, 1946 (28 tuổi)   |         | Cruzeiro         |
|    | TV | Eduardo Amorim    | 30 tháng 11, 1950 (24 tuổi) |         | Cruzeiro         |
|    | TV | Geraldo           | 14 tháng 4, 1954 (21 tuổi)  |         | Flamengo         |
|    | TV | Ivo Wortmann      | 10 tháng 3, 1949 (26 tuổi)  |         | America (RJ)     |
|    | TĐ | Joãozinho         | 15 tháng 2, 1954 (21 tuổi)  |         | Cruzeiro         |
|    | TĐ | Marcelo Oliveira  | 4 tháng 3, 1955 (20 tuổi)   |         | Atlético Mineiro |
|    | TĐ | Cosme Campos      | 21 tháng 12, 1952 (22 tuổi) |         | Atlético Mineiro |
|    | TĐ | Palhinha          | 11 tháng 6, 1950 (25 tuổi)  |         | Cruzeiro         |
|    | TĐ | Reinaldo          | 11 tháng 1, 1957 (18 tuổi)  |         | Atlético Mineiro |
|    | TĐ | Roberto Batata    | 24 tháng 7, 1949 (25 tuổi)  |         | Cruzeiro         |
|    | TĐ | Roberto Dinamita  | 13 tháng 4, 1954 (21 tuổi)  |         | Vasco            |
|    | TĐ | Romeu Evangelista | 27 tháng 3, 1950 (25 tuổi)  |         | Atlético Mineiro |

### Venezuela
Huấn luyện viên: Walter Roque
| Số | Vt | Cầu thủ            | Ngày sinh (tuổi)            | Số trận | Câu lạc bộ              |
| -- | -- | ------------------ | --------------------------- | ------- | ----------------------- |
|    | TM | Andrés Arizaleta   |                             |         | Portuguesa FC           |
|    | TM | Omar Colmenares    |                             |         | Valencia FC             |
|    | TM | Vicente Vega       | 21 tháng 2, 1955 (20 tuổi)  |         | Deportivo San Cristóbal |
|    | HV | Pedro Castro       |                             |         | Deportivo Galicia       |
|    | HV | Luis Marquina      |                             |         | Portuguesa FC           |
|    | HV | Omar Ochoa         |                             |         | Deportivo Lara          |
|    | HV | Orlando Torres     |                             |         | Deportivo Italia        |
|    | HV | Néstor Vázquez     |                             |         | Deportivo Italia        |
|    | TV | Alejo González     |                             |         | Deportivo Galicia       |
|    | TV | Luis Mendoza       | 21 tháng 6, 1945 (30 tuổi)  |         | Deportivo Galicia       |
|    | TV | Richard Páez       | 31 tháng 12, 1952 (22 tuổi) |         | Estudiantes de Mérida   |
|    | TV | Delmán Useche      |                             |         | Anzoátegui              |
|    | TV | Plinio Araque      |                             |         | Estudiantes de Mérida   |
|    | TĐ | José Acurzio       |                             |         | Deportivo Portugués     |
|    | TĐ | Vicente Flores     |                             |         | Portuguesa              |
|    | TĐ | Iván García        | 18 tháng 4, 1957 (18 tuổi)  |         | Estudiantes de Mérida   |
|    | TĐ | Ramón Iriarte      |                             |         | Deportivo Italia        |
|    | TĐ | Miguel Rivas       |                             |         | Estudiantes de Mérida   |
|    | TĐ | Alexis Peña        | 1 tháng 7, 1956 (19 tuổi)   |         | Estudiantes de Mérida   |
|    | TĐ | Rubén Darío Torres |                             |         | Anzoátegui              |

## Bảng B

### Bolivia
Huấn luyện viên:  Freddy Valda
| Số | Vt | Cầu thủ               | Ngày sinh (tuổi)            | Số trận | Câu lạc bộ          |
| -- | -- | --------------------- | --------------------------- | ------- | ------------------- |
|    | TM | Conrado Jiménez       |                             |         | Bolivar             |
|    | HV | Windsor del Llano     | 18 tháng 8, 1949 (25 tuổi)  |         | Jorge Wilstermann   |
|    | HV | Luis Iriondo          |                             |         | The Strongest       |
|    | HV | Jaime Lima            |                             |         | Bolivar             |
|    | HV | Mario Rojas           |                             |         | Bolivar             |
|    | TV | Eduardo Angulo        |                             |         | The Strongest       |
|    | TV | Luis Ignacio Liendo   |                             |         | Bolivar             |
|    | TV | Nicolás Linares       |                             |         | Deportivo Municipal |
|    | TV | Jaime Rimazza         |                             |         | Deportivo Municipal |
|    | TV | Freddy Vargas         |                             |         | Jorge Wilstermann   |
|    | TĐ | Juan Américo Díaz     |                             |         | Bolivar             |
|    | TĐ | Juan Alfredo Farías   | 25 tháng 12, 1956 (22 tuổi) |         | The Strongest       |
|    | TĐ | Juan Carlos Fernández |                             |         | Jorge Wilstermann   |
|    | TĐ | Porfirio Jiménez      |                             |         | Guabirá             |
|    | TĐ | Ovidio Messa          | 12 tháng 12, 1952 (22 tuổi) |         | Bolivar             |
|    | TĐ | Mario Pariente        |                             |         | The Strongest       |
|    | TĐ | Raúl Alberto Morales  |                             |         | Bolivar             |
|    | TĐ | Juan Carlos Sánchez   |                             |         | Jorge Wilstermann   |

### Chile
Huấn luyện viên:  Pedro Morales
| Số | Vt | Cầu thủ             | Ngày sinh (tuổi)            | Số trận | Câu lạc bộ        |
| -- | -- | ------------------- | --------------------------- | ------- | ----------------- |
|    | TM | Adolfo Nef          | 18 tháng 1, 1946 (29 tuổi)  |         | Colo-Colo         |
|    | TM | Leopoldo Vallejos   | 16 tháng 7, 1944 (31 tuổi)  |         | Unión Española    |
|    | HV | Juan Machuca        | 7 tháng 3, 1951 (24 tuổi)   |         | Unión Española    |
|    | HV | Mario Galindo       | 10 tháng 8, 1951 (23 tuổi)  |         | Colo-Colo         |
|    | HV | Mario Soto          | 10 tháng 7, 1950 (25 tuổi)  |         | Unión Española    |
|    | HV | Leonel Herrera      | 10 tháng 10, 1948 (26 tuổi) |         | Colo-Colo         |
|    | TV | Daniel Díaz         | 7 tháng 8, 1948 (26 tuổi)   |         | Huachipato        |
|    | TV | Rafael González     | 24 tháng 4, 1950 (25 tuổi)  |         | Colo-Colo         |
|    | TV | Eddio Inostroza     | 3 tháng 9, 1946 (28 tuổi)   |         | Unión Española    |
|    | TV | Alfonso Lara        | 27 tháng 4, 1946 (29 tuổi)  |         | Colo-Colo         |
|    | TV | Francisco Las Heras | 21 tháng 8, 1949 (25 tuổi)  |         | Unión Española    |
|    | TV | Javier Méndez       |                             |         | Deportes Aviación |
|    | TV | Luis Araneda        |                             |         | Colo-Colo         |
|    | TV | Carlos Reinoso      | 7 tháng 3, 1946 (29 tuổi)   |         | América           |
|    | TĐ | Miguel Ángel Gamboa | 21 tháng 6, 1951 (24 tuổi)  |         | Colo-Colo         |
|    | TĐ | Julio Crisosto      | 21 tháng 3, 1950 (25 tuổi)  |         | Colo-Colo         |
|    | TĐ | Jorge Spedaletti    | 24 tháng 9, 1947 (27 tuổi)  |         | Unión Española    |
|    | TĐ | Francisco Valdés    | 19 tháng 3, 1943 (32 tuổi)  |         | Colo-Colo         |
|    | TĐ | Sergio Ahumada      | 2 tháng 10, 1948 (26 tuổi)  |         | Unión Española    |
|    | TĐ | Leonardo Véliz      | 3 tháng 9, 1945 (29 tuổi)   |         | Unión Española    |

### Perú
Huấn luyện viên:  Marcos Calderón
| Số | Vt | Cầu thủ              | Ngày sinh (tuổi)           | Số trận | Câu lạc bộ       |
| -- | -- | -------------------- | -------------------------- | ------- | ---------------- |
|    | TM | Eusebio Acasuzo      | 8 tháng 4, 1952 (23 tuổi)  |         | Unión Huaral     |
|    | TM | Ottorino Sartor      | 18 tháng 9, 1945 (29 tuổi) |         | Universitario    |
|    | TM | José Gonzáles Ganoza | 10 tháng 7, 1954 (21 tuổi) |         | Alianza Lima     |
|    | HV | Eleazar Soria        | 11 tháng 1, 1948 (27 tuổi) |         | Independiente    |
|    | HV | Héctor Chumpitaz     | 12 tháng 4, 1943 (32 tuổi) |         | Universitario    |
|    | HV | Rubén Toribio Díaz   | 17 tháng 4, 1952 (23 tuổi) |         | Sporting Cristal |
|    | HV | Julio Meléndez       | 11 tháng 4, 1942 (33 tuổi) |         | Juan Aurich      |
|    | HV | José Navarro         | 24 tháng 9, 1948 (26 tuổi) |         | Sporting Cristal |
|    | HV | Santiago Ojeda       |                            |         | Alianza Lima     |
|    | TV | César Cueto          | 6 tháng 6, 1952 (23 tuổi)  |         | Alianza Lima     |
|    | TV | José Velásquez       | 4 tháng 6, 1952 (23 tuổi)  |         | Alianza Lima     |
|    | TV | Raúl Párraga         | 2 tháng 11, 1944 (30 tuổi) |         | Sporting Cristal |
|    | TV | Pedro Ruiz           | 6 tháng 7, 1947 (28 tuổi)  |         | Unión Huaral     |
|    | TV | Alfredo Quesada      | 22 tháng 9, 1949 (25 tuổi) |         | Sporting Cristal |
|    | TĐ | Oswaldo Ramírez      | 8 tháng 4, 1952 (23 tuổi)  |         | Universitario    |
|    | TĐ | Percy Rojas          | 16 tháng 9, 1949 (25 tuổi) |         | Universitario    |
|    | TĐ | Juan Carlos Oblitas  | 16 tháng 2, 1951 (24 tuổi) |         | Universitario    |
|    | TĐ | Julio Aparicio       | 30 tháng 1, 1955 (20 tuổi) |         | Universitario    |
|    | TĐ | Gerónimo Barbadillo  | 29 tháng 9, 1954 (20 tuổi) |         | Defensor Lima    |
|    | TĐ | Enrique Casaretto    | 20 tháng 9, 1945 (29 tuổi) |         | Universitario    |
|    | TĐ | Teófilo Cubillas     | 8 tháng 3, 1949 (26 tuổi)  |         | Porto            |
|    | TĐ | Hugo Sotil           | 18 tháng 5, 1948 (27 tuổi) |         | Barcelona        |

## Bảng C

### Colombia
Huấn luyện viên:  Efraín Sánchez
| Số | Vt | Cầu thủ              | Ngày sinh (tuổi)           | Số trận | Câu lạc bộ             |
| -- | -- | -------------------- | -------------------------- | ------- | ---------------------- |
|    | TM | Jaime Deluque        |                            |         | Junior                 |
|    | TM | Pedro Zape           | 3 tháng 6, 1949 (26 tuổi)  |         | Deportivo Cali         |
|    | HV | Edgar Angulo         |                            |         | Atlético Nacional      |
|    | HV | Miguel Escobar       |                            |         | Deportivo Cali         |
|    | HV | Euclides González    |                            |         | Millonarios            |
|    | HV | Alonso López         |                            |         | Millonarios            |
|    | HV | Henry Caicedo        | 18 tháng 7, 1951 (24 tuổi) |         | Deportivo Cali         |
|    | HV | Arturo Segovia       |                            |         | Millonarios            |
|    | HV | Luis Soto            |                            |         | Millonarios            |
|    | TV | Oswaldo Calero       |                            |         | Deportivo Cali         |
|    | TV | Willington Ortiz     | 26 tháng 3, 1952 (23 tuổi) |         | Millonarios            |
|    | TV | Ponciano Castro      | 28 tháng 1, 1953 (22 tuổi) |         | Independiente Medellín |
|    | TV | Jairo Arboleda       | 20 tháng 9, 1947 (27 tuổi) |         | Deportivo Cali         |
|    | TV | Óscar Bolaño         | 14 tháng 5, 1951 (24 tuổi) |         | Independiente Santa Fe |
|    | TV | Jesús Rubio          |                            |         | Millonarios            |
|    | TV | Diego Umaña          | 12 tháng 3, 1951 (24 tuổi) |         | Deportivo Cali         |
|    | TV | José Zárate          |                            |         | Junior                 |
|    | TV | Carlos Rendón        |                            |         | Millonarios            |
|    | TĐ | Nelson Silva Pacheco | 8 tháng 10, 1944 (30 tuổi) |         | Junior                 |
|    | TĐ | Eduardo Retat        | 16 tháng 6, 1948 (27 tuổi) |         | Atlético Nacional      |
|    | TĐ | Víctor Campaz        | 21 tháng 5, 1949 (26 tuổi) |         | Atlético Nacional      |
|    | TĐ | Ernesto Díaz         | 13 tháng 9, 1952 (22 tuổi) |         | Independiente Santa Fe |
|    | TĐ | Hugo Lóndero         | 18 tháng 9, 1946 (28 tuổi) |         | Atlético Nacional      |

### Ecuador
Huấn luyện viên:  Roque Máspoli
| Số | Vt | Cầu thủ             | Ngày sinh (tuổi)            | Số trận | Câu lạc bộ           |
| -- | -- | ------------------- | --------------------------- | ------- | -------------------- |
|    | TM | Carlos Delgado      | 7 tháng 2, 1950 (25 tuổi)   |         | El Nacional          |
|    | TM | Eduardo Méndez      | 13 tháng 1, 1947 (28 tuổi)  |         | El Nacional          |
|    | TM | Máximo Vera         |                             |         | Barcelona            |
|    | HV | Washington Guevara  |                             |         | LDU Quito            |
|    | HV | Fausto Klinger      | 15 tháng 4, 1953 (22 tuổi)  |         | LDU Cuenca           |
|    | HV | Ramiro Tobar        |                             |         | LDU Quito            |
|    | HV | Rafael Guerrero     | 28 tháng 12, 1951 (23 tuổi) |         | Emelec               |
|    | HV | Jefferson Camacho   | 18 tháng 5, 1949 (26 tuổi)  |         | Emelec               |
|    | HV | Fausto Carrera      | 12 tháng 3, 1950 (25 tuổi)  |         | Universidad Católica |
|    | HV | Víctor Peláez       | 12 tháng 2, 1947 (28 tuổi)  |         | Barcelona            |
|    | HV | Miguel Pérez        | 8 tháng 3, 1945 (30 tuổi)   |         | El Nacional          |
|    | TV | Gonzalo Castañeda   | 10 tháng 1, 1948 (27 tuổi)  |         | Emelec               |
|    | TV | José Fabián Pazmiño |                             |         | El Nacional          |
|    | TV | Carlos Ron          |                             |         | El Nacional          |
|    | TV | Wilmer Gómez        | 15 tháng 5, 1951 (24 tuổi)  |         | Emelec               |
|    | TV | Jorge Tapia         |                             |         | LDU Quito            |
|    | TV | Ricardo Armendáriz  | 26 tháng 3, 1954 (21 tuổi)  |         | Emelec               |
|    | TV | Marcelo Cabezas     | 5 tháng 4, 1945 (30 tuổi)   |         | El Nacional          |
|    | TĐ | Gustavo Tapia       |                             |         | LDU Quito            |
|    | TĐ | Polo Carrera        | 11 tháng 1, 1945 (30 tuổi)  |         | LDU Quito            |
|    | TĐ | Félix Lasso         | 28 tháng 5, 1945 (30 tuổi)  |         | El Nacional          |

### Paraguay
Huấn luyện viên:  José María Rodríguez
| Số | Vt | Cầu thủ                 | Ngày sinh (tuổi)            | Số trận | Câu lạc bộ       |
| -- | -- | ----------------------- | --------------------------- | ------- | ---------------- |
|    | TM | Ever Hugo Almeida       | 1 tháng 7, 1948 (27 tuổi)   |         | Olimpia          |
|    | TM | José de La Cruz Benítez | 3 tháng 5, 1952 (23 tuổi)   |         | Olimpia          |
|    | HV | Julián Florentín        | 3 tháng 5, 1952 (23 tuổi)   |         | River Plate      |
|    | HV | José Domingo Insfrán    | 4 tháng 8, 1949 (25 tuổi)   |         | River Plate      |
|    | HV | Gustavo Benítez         | 3 tháng 2, 1953 (22 tuổi)   |         | Olimpia          |
|    | HV | Juan Carlos Espínola    |                             |         | Libertad         |
|    | HV | Francisco Riveros       | 11 tháng 7, 1946 (29 tuổi)  |         | River Plate      |
|    | HV | Alicio Solalinde        | 1 tháng 2, 1952 (23 tuổi)   |         | River Plate      |
|    | HV | Alcides Sosa            | 24 tháng 3, 1944 (31 tuổi)  |         | Olimpia          |
|    | HV | Flaminio Sosa           |                             |         | Olimpia          |
|    | TV | Fermín Escobar          |                             |         | River Plate      |
|    | TV | Pedro Fleitas           | 11 tháng 7, 1953 (22 tuổi)  |         | Libertad         |
|    | TV | Hugo Ricardo Talavera   | 31 tháng 10, 1949 (25 tuổi) |         | Cerro Porteño    |
|    | TV | Luis Torres             | 7 tháng 11, 1952 (22 tuổi)  |         | Olimpia          |
|    | TV | Francisco Rivera        | 15 tháng 5, 1952 (23 tuổi)  |         | Sportivo Luqueño |
|    | TĐ | Clemente Rolón          | 23 tháng 11, 1951 (23 tuổi) |         | River Plate      |
|    | TĐ | Hugo Kiesse             | 18 tháng 10, 1954 (20 tuổi) |         | Olimpia          |
|    | TĐ | Cristóbal Maldonado     | 12 tháng 10, 1951 (23 tuổi) |         | Libertad         |
|    | TĐ | Apolinar Paniagua       |                             |         | Olimpia          |
|    | TĐ | Carlos Báez             | 1 tháng 11, 1953 (21 tuổi)  |         | Cerro Porteño    |

## Bán kết

### Uruguay
Huấn luyện viên:  Juan Alberto Schiaffino
| Số | Vt | Cầu thủ               | Ngày sinh (tuổi)            | Số trận | Câu lạc bộ    |
| -- | -- | --------------------- | --------------------------- | ------- | ------------- |
|    | TM | Walter Corbo          | 2 tháng 5, 1949 (26 tuổi)   |         | Peñarol       |
|    | TM | Omar Correa           |                             |         | River Plate   |
|    | HV | Juan Vicente Morales  |                             |         | Cerro         |
|    | HV | Nil Roque Chagas      |                             |         | Danubio       |
|    | HV | Alfredo de los Santos |                             |         | Nacional      |
|    | HV | Nelson Acosta         | 12 tháng 6, 1944 (31 tuổi)  |         | Peñarol       |
|    | HV | Walter Olivera        | 16 tháng 8, 1952 (22 tuổi)  |         | Peñarol       |
|    | HV | Darío Pereyra         | 20 tháng 10, 1956 (18 tuổi) |         | Nacional      |
|    | HV | Carlos Peruena        | 13 tháng 3, 1955 (20 tuổi)  |         | Peñarol       |
|    | HV | Mario González        | 27 tháng 5, 1950 (25 tuổi)  |         | Peñarol       |
|    | HV | Mario Zoryez          |                             |         | Peñarol       |
|    | TV | José Lorenzo          |                             |         | Cerro         |
|    | TV | Ricardo Mier          |                             |         | Huracán Buceo |
|    | TV | Juan Ramón Carrasco   | 15 tháng 9, 1956 (18 tuổi)  |         | Nacional      |
|    | TV | Hebert Revetria       | 27 tháng 8, 1955 (19 tuổi)  |         | Nacional      |
|    | TV | Saul Rivero           | 23 tháng 7, 1954 (20 tuổi)  |         | Liverpool     |
|    | TV | Lorenzo Unanue        | 22 tháng 3, 1953 (22 tuổi)  |         | Peñarol       |
|    | TĐ | Richard Forlán        |                             |         | Wanderers     |
|    | TĐ | Fernando Morena       | 2 tháng 2, 1952 (23 tuổi)   |         | Peñarol       |
|    | TĐ | Juan Carlos Ocampo    |                             |         | Danubio       |
|    | TĐ | Juan Silva            | 30 tháng 8, 1948 (26 tuổi)  |         | Peñarol       |